# مجموعة الطويرقي
نشأت مجموعة الطويرقي عام 1977، انطلقت في بداياتها من أنشطة المقاولات وتجارة عامة. وإلى جانب ذلك، بدأت المجموعة في امتلاك شركات تصنيع الصلب،    وكانت أولى هذه الشركات التي تنضوي تحت مظلة المجموعة هي شركة الاتفاق للصناعات الحديدية التي يعود تاريخ امتلاكها إلى عام 1990. أما اليوم، فقد أصبحت مجموعة الطويرقي أكبر مؤسسة لتصنيع الصلب مملوكة للقطاع الخاص على مستوى الشرق الأوسط، وتعمل على توسعة طاقاتها التصنيعية إلى ما وراء الشرق الأوسط لتشمل مناطق في جنوب آسيا وأوروبا. وحالياً رئيس مجلس إدارتها هو الدكتور هلال حسين الطويرقي.
ومنذ بدء أنشطتها، كانت إدارة مجموعة شركات الطويرقي تجوب أرجاء السوق العالمي سعياً وراء التنويع التدريجي لمنتجاتها متسلحة بالرؤية الثاقبة المستشرقة والإستراتيجية الواضحة ويأتي نجاح المجموعة كنتيجة للجهود المتضافرة من فريق ثلاثي من المفكرين والمهنيين والمنفذين. وبالطبع، تكون المحصلة النهائية مذهلة حينما نرى مجموعة شركات الطويرقي مؤخراً تحتل المرتبة السادسة والعشرين بين أكبر مئة شركة في المملكة العربية السعودية، ويتم ترتيبها في المركز الثاني بين المجموعات الأسرع نمواً.
وتمارس المجموعة أيضا أعمال توزيع مواد البناء، والأسمنت الأبيض، والتجارة في مختلف المواد الصناعية في كافة أرجاء المملكة العربية السعودية. ويتمُّ استكشاف المزيد من فرص الأعمال الأخرى بالتعاون مع شركات محلية وأجنبية.
وتتمتع مجموعة الطويرقي بالمصادقة على مرافقها الإنتاجية من هيئات دولية منها الآيزو 9001: 2000 وهيئة كيرز البريطانية. وتعتبر المجموعة شركة مواطنة مسؤولة تحتفظ بقواعد للسلوك الأخلاقي وتحرص على الالتزام بمتطلبات حماية البيئة في طرق التصرف بالنفايات. كما أن بيئة العمل السائدة في المجموعة تعد مصدر تحفيز للعاملين، وعامل جذب واستقطاب للمهنيين الحقيقيين الملتزمين بأعمالهم وإنجازاتهم. وحرصها على تحقيق التميز في الخدمة وفي المستوى التقني، تعتمد المجموعة «رؤية» تُشكِّل عماد قوتها والأساس الصلب لقاعدة متنامية من العملاء الواثقين في منتجاتها.

## شركاتها
- شركة الاتفاق للصناعات الحديدية، تم شراؤها عام 1990 من خلال صندوق التنمية الصناعية السعودي كأول شركة صناعة صلب تنضم لمجموعة الطويرقي بطاقة إنتاجية مقدارها 10.000 طن بالسنة لكونها وحدة درفلة يدوية غير كاملة.
- شركة الطويرقي للمنتجات الكهربائية الدولية، تأسست عام 1996
- الشركة الوطنية للصلب المحدودة، تأسست عام 1999
- ثيمستيل يو كيه تم شراؤها عام 2002، عند إتمام عملية الشراء، كانت الطاقة الإنتاجية لشركة ثيمستيل يو كيه 570.000 طن بالسنة في مجال الصهر والتي ارتفعت حاليا لتبلغ 850.000 طن بالسنة، أما طاقتها الإنتاجية الحالية في عمليات الدرفلة فتبلغ 650.000 طن بالسنة.
- شركة الفيصل للصناعات الحديدية تأسست عام 2003
- شركة حديد الاختزال المباشر تأسست عام 2005
- شركة الاتفاق للصناعات الحديدية 2 تأسست عام 2006، في مكة المكرمة، تم شراء مصنع العزيزية للحديد الذي كانت طاقته في درفلة الحديد 100.000 طن بالسنة، ثم زيادة طاقته إلى 360.000 طن بالسنة إضافة إلى 150.000 طن بالسنة طاقته الإنتاجية من المنتجات التكميلية.
- شركة الفيصل للصناعات الحديدية 2تأسست عام 2006، في مكة المكرمة تم إنشاء مصنع الفيصل للصناعات الحديدية بطاقة إنتاجية تبلغ 150.000 طن بالسنة من المنتجات التكميلية.
- شركة الطويرقي لمعامل درفلة الحديد تأسست عام 2006
- معمل بيشة للحديد تأسست عام 2007، بدأ معمل بيشة للحديد عمليات الإنتاج التكميلي بطاقة 180.000 طن بالسنة
- شركة المملكة للصلب والحديد تأسست عام 2007، وهي شركة إنتاج المنتجات المسطحة وتستهدف مليوني طن من ملفات الدرفلة على الساخن بالسنة
- مؤسسة الطويرقي للطاقة تأسست عام 2007، القدرة الحالية لمعمل الطاقة هي 120 ميغا واط والطاقة الاجمالية 240 ميغا واط
- شركة النقل، تم تأسيس شركة الطويقي للنقليات في عام 2007 وتملك اسطول من الشاحنات

### روابط خارجية
- موقع الشركة